# Mama Africa: The Very Best of Miriam Makeba
Mama Africa: The Very Best of Miriam Makeba è una raccolta di brani celebri della cantante sudafricana Miriam Makeba. È stato pubblicato su CD nel 2001 dall'etichetta discografica Manteca (MANTCD014). Il titolo si riferisce all'appellativo "Mama Africa" con cui Makeba è talvolta chiamata.

## Tracce
1. Tula Ndivile[1] (3:09)
2. Lovely Lies[2] (2:44)
3. Ntjilo Ntjilo[3] (2:23)
4. Holili[3](2:33)
5. Orlando[4] (2:44)
6. Intandane[1] (2:26)
7. Live Humble[5] (2:22)
8. Sindiza Ngecadillacs[5] (2:23)
9. Phansi Kwalomhlaba[6] (2:31)
10. Hush[7] (2:39)
11. Sophiatown Is Gone[5] (2:40)
12. Miriam and Spoke's Phata Phata[8] (2:34)
13. Umqokozo[1] (2:07)
14. Pata Pata[9] (2:55)
15. Kilimanjaro[2] (2:47)
16. Thanayi (Nomalungelo)[6] (3:07)
17. Can't Cross Over[10] (3:20)
18. Carnival[11] (2:20)
19. Chicken (Kikirikiki, Sekusile)[12] (4:22)
20. African Convention[13] (5:07)
21. I Shall Sing (Live in Paris)[14] (2:49)
22. Malaika (My Angel)[15] (4:43)
23. Jolinkomo (Live in Paris)[5] (2:31)
24. West Wind (Live in Paris)[1] (3:46)
25. Click Song (Qongqothwane)[16] (3:36)